# Каларашский район
Калара́шский райо́н (рум. Raionul Călărași, Район Калараш) — административно-территориальная единица Республики Молдова.

## История
Как и большинство районов Молдавской ССР, образован 11 ноября 1940 года с центром в городе Калараш. До 16 октября 1949 года находился в составе Кишинёвского уезда, после упразднения уездного деления перешёл в непосредственное республиканское подчинение.
С 31 января 1952 года по 15 июня 1953 года район входил в состав Кишинёвского округа, после упразднения окружного деления вновь перешёл в непосредственное республиканское подчинение.
9 января 1956 года в состав Каларашского района передана половина территории упраздняемого Бравичского района.
С 1999 года по 2002 год, в рамках проводимой административной реформы, район являлся частью Унгенского уезда. После упразднения уездного деления, район вновь стал самостоятельной административной единицей.

## География
В соответствии с Законом о региональном развитии в Республике Молдова от 28.12.2006 Каларашский район входит в Центральный регион развития.
Граничит с пятью районами Республики Молдова: с северной стороны — с Теленештским районом, с северо-запада — с Унгенским районом, с юго-запада — с Ниспоренским районом, с юго-восточной стороны — со Страшенским районом, с северо-восточной стороны — с Оргеевским районом.

### Природный заповедник
12 марта 1992 года с целью сохранения, восстановления и изучения лесной экосистемы в северо-восточной части Плоскогорья Кодр на базе охотничьего хозяйства «Рэдений Векь» был создан природный заповедник «Плаюл фагулуй» (Plaiul Fagului — Буковый край). Площадь его составляет 5558,7 га, из них 5375,5 га леса. Заповедник расположен в Унгенском и, частично, в Каларашском районе, вдоль его северо-западной границы.
Территория заповедника очень разнородна, местами встречается горный рельеф. Высота варьирует от 140 до 410 м над уровнем моря. Речка Рэдень, с каскадом озёр, делит заповедник на два приблизительно равных массива.
Растительность заповедника содержит около 680 видов сосудистых растений, 150 — губчатых, 48 — лишайников, 65 — моховых. 27 видов занесены в Красную книгу Республики Молдова. Лесная растительность представлена каменным дубом, буком. На некоторых массивах сохранились однородные буковые леса, несколько вековых дубов.
Животный мир представлен 211 видами: 142 вида птиц, 49 — млекопитающих, 8 — пресмыкающихся, 12 — земноводных и 65 видами земных беспозвоночных. Из млекопитающих распространены дикая кошка, лесная куница, барсук, лиса, кабан, косуля. В последнее время в заповеднике стали чаще встречаться олень благородный и олень обыкновенный, акклиматизированные соответственно в 60-е и 80-е годы XX века.
Территория природного заповедника «Плаюл фагулуй» частично доступна для экологического туризма.

## Население
|                     | 2003 год | 2004 год | 2005 год | 2006 год | 2011 год |
| ------------------- | -------- | -------- | -------- | -------- | -------- |
| Городское население | 16 850   | 16 800   | 14 600   | 14 500   | 16 191   |
| Сельское население  | 64 600   | 64 500   | 60 500   | 60 300   | 62 630   |
| Всего:              | 81 450   | 81 300   | 75 100   | 74 800   | 78 821   |

## Известные уроженцы
- Додон, Игорь Николаевич (род. 1975) — молдавский политик, председатель Партии социалистов Республики Молдова, Президент Республики Молдова в 2016 — 2020 годах.
- Иким, Василий Захарович (Митрополит Владимир; род. 1940) — епископ Русской православной церкви, митрополит Омский и Тарский.
- Кику, Ион Васильевич (род. 1972) — молдавский политик, Премьер-министр Республики Молдова с 14 ноября 2019 по 23 декабря 2020 года.
- Колесник, Юрий (род. 1955) — молдавский писатель, историк, политический деятель.
- Кучерена, Анатолий Григорьевич (род. 1960) — российский адвокат, доктор юридических наук, профессор, член Общественной палаты.
- Палихович, Лилиана (род. 1971) — молдавский политик, вице-председатель Парламента Республики Молдова с 30 декабря 2010 по 9 декабря 2014 года и с 23 января 2015 по 4 мая 2017 года.
- Петрик, Михай (род. 1923) — молдавский художник.
- Плахотнюк, Владимир (род. 1966) — молдавский политик, бизнесмен.
- Попа, Николае (род. 1959) — молдавский поэт и писатель.
- Стратан, Павел (род. 1970) — молдавский певец, отец Клеопатры Стратан.
- Стурза, Ион (род. 1960) — молдавский политик и бизнесмен. Премьер-министр Республики Молдова с 19 февраля по 1 декабря 1999 года.